# Juniperus pingii
Juniperus pingii là một loài thực vật hạt trần trong họ Cupressaceae. Loài này được W.C.Cheng ex Ferré mô tả khoa học đầu tiên năm 1944.